# Mähri Geldiýewa
Mähri Geldiýewa (Geburtsname Mähri Öwezowa, beim Weltschachbund FIDE Mahri Geldiyeva, früher Mekhri Geldyeva; * 4. April 1973) ist eine turkmenische Schachspielerin.

## Leben
Sie ist verheiratet mit dem FIDE-Meister (FM) Kochmurad Geldiýew (* 1970). Seit dem Jahr 2000 spielt sie unter dem Namen Geldiýewa. Sie kommt aus einer schachbegeisterten Familie: ihr Bruder Artek (* 1976) ist FIDE-Meister und ihre Schwestern, Maisa und Maral (beide * 1981), sind FIDE-Meisterinnen (WFM). Mähri Geldiýewa ist Schachprofi.

## Erfolge
1993 erhielt sie eine Bronzemedaille bei der U20-Weltmeisterschaft der Frauen in Kozhikode hinter Nino Churzidse und Ilaha Kadimova. Bei der 1. asiatischen Einzelmeisterschaft der Frauen 1998 in Pahang, Malaysia, wurde sie hinter Xu Yuhua und Eva Repková, die damals für den Libanon spielte, ebenfalls Dritte. 2002 gewann Mähri Geldiýewa in Aşgabat die turkmenische Einzelmeisterschaft der Frauen. Beim 2. internationalen Fadschr-Frauen-Open 2009 in Sāri belegte sie hinter Shadi Paridar den zweiten Platz. Im selben Jahr gewann sie in Aşgabat erneut die turkmenische Meisterschaft.
Für die turkmenische Nationalmannschaft der Frauen spielte sie zwischen 1994 und 2018 bei acht Schacholympiaden mit einem Gesamtergebnis von 65,5 Punkten aus 102 Partien (+55 =21 −26; 64,2 Prozent). Bei allen diesen Olympiaden spielte sie am Spitzenbrett. 1996 in Jerewan und 1998 in Elista erhielt sie jeweils eine individuelle Goldmedaille, 1996 für ihr Ergebnis von 10,5 Punkten aus 14 Partien und 1998 für ihr Ergebnis von 10,5 aus 13. 2003 in Jodhpur nahm sie für Turkmenistan auch an der asiatischen Mannschaftsmeisterschaft der Frauen teil sowie 2006 und 2010 an den Asienspielen.
In der türkischen Mannschaftsmeisterschaft spielte sie in der Saison 2006/07 für Konyaspor.
1996 erhielt sie den Titel Internationaler Meister der Frauen (WIM). Seit 1998 ist sie Großmeister der Frauen (WGM), als erste und einzige Schachspielerin Turkmenistans mit diesem Titel. Ihre Elo-Zahl beträgt 2139 (Stand: Oktober 2024), damit würde sie die turkmenische Elo-Rangliste der Frauen anführen. Sie wird jedoch als inaktiv geführt, da sie seit der Schacholympiade 2018 keine Elo-gewertete Schachpartie mehr gespielt hat. Ihre höchste Elo-Zahl war 2339 in den Jahren 1999 und 2000. Mit ihrer Elo-Zahl von 2339 lag sie auf dem 76. Platz der FIDE-Frauen-Weltrangliste.